# Benjamin Delessert
Jules Paul Benjamin Delessert (Lione, 14 febbraio 1773 – Inghilterra, 1º marzo 1847) è stato un banchiere e botanico francese.
Nacque a Lione da famiglia protestante molto ricca che era dovuta andare in esilio verso il 1685 a seguito della revoca dell'Editto di Nantes e che era rientrata in Francia nel 1735. Il padre Étienne (1735 – 1816) fu il primo fondatore in Francia di una compagnia d'assicurazione e di una banca di sconto. 
Il giovane Benjamin viaggiò molto in Inghilterra, ove si trovò allo scoppio della Rivoluzione francese ed ove conobbe Adam Smith e James Watt, che gli fece una dimostrazione della macchina a vapore.
Rientrato in Francia nel 1790 studiò alla scuola di artiglieria di Meulan ove raggiunse presto il grado di capitano ed entrò nella Guardia nazionale. Prestò servizio in Belgio sotto il generale Pichegru e poi il generale Charles Édouard Jennings de Kilmaine lo scelse come aiutante di campo. Partecipò a numerose campagne militari.
Nel 1795 rientrò in famiglia, poiché il padre gli aveva affidato la direzione della banca. Egli ebbe molteplici interessi sia in campo industriale che scientifico. Fondò nel 1801 un cotonificio a Passy,  quindi si interessò all'estrazione dello zucchero dalla bieta mettendo a punto un metodo di produzione che si basava sui risultati del lavoro dello scienziato tedesco Franz Karl Achard, il primo che riuscì ad estrarre lo zucchero dalla bieta con un procedimento non puramente sperimentale. Impiantò quindi uno zuccherificio a Passy nel 1812, cui ne seguirono presto molti altri, la qual cosa gli valse la croce di cavaliere della Legion d'onore ed il titolo di barone dell'Impero, assegnatigli da Napoleone Bonaparte, grato per aver risolto il problema della sparizione dello zucchero dal mercato francese a causa del Blocco continentale. 
Creò anche la prima Cassa di Risparmio francese nel 1818 (alla sua morte esistevano in Francia già trecentocinquanta Casse di risparmio, con una raccolta complessiva di quattrocento milioni di franchi). Fu deputato per circa venticinque anni e due volte Presidente della Camera dei deputati e ricoprì il ruolo di reggente della Banca di Francia, occupando uno dei 15 seggi disponibili nel Consiglio dei reggenti, dal 1802 al 1847. 
Fu un forte sostenitore di cause umanitarie, quali il miglioramento delle condizioni dei carcerati, quello del sistema ospedaliero e l'abolizione della pena di morte. Nel 1800 creò un refettorio pubblico per indigenti che distribuiva in certi inverni fino a quattro milioni di pasti.
Botanico dilettante ma appassionato ed esperto, divenne membro dell'Accademia francese delle scienze. Collezionista di specie vegetali e di conchiglie, il suo erbario annoverò fino a 250.000 campioni vegetali appartenenti a 87.000 specie diverse e la sua raccolta di conchiglie raggiunse i 100.000 esemplari corrispondenti a circa 23.000 specie. Altrettanto ricca fu la sua biblioteca. 
Convinto sostenitore della pubblica istruzione e della diffusione del sapere, finanziò molte pubblicazioni di scienziati e studiosi che altrimenti non sarebbero potute essere stampate per mancanza di fondi da parte degli autori.
L'esploratore e naturalista Adolphe Delessert era suo nipote.